# Bimota KB1
La KB1 è una motocicletta costruita dalla Bimota dal 1978 al 1982. Il nome, come da nomenclatura standard della casa, sta ad indicare che questo è cronologicamente il primo modello dotato di propulsore Kawasaki.

## Il contesto
Terza moto stradale prodotta dalla Casa riminese (dopo HB1 e SB2), come le precedenti è opera di Massimo Tamburini. La presentazione avvenne al Salone di Milano 1977 in contemporanea con la versione definitiva della SB2, rispetto alla quale fu decisamente più gradita per via delle sue linee sportive e per le prestazioni del suo motore, il quattro cilindri in linea Kawasaki già apprezzato sulle Z1 900 e Z 1000 e vincente nell'Endurance.

## La tecnica
Per la sua nuova realizzazione Tamburini seguì lo schema già collaudato sulle precedenti Bimota: potenti motori giapponesi abbinati a ciclistiche di prim'ordine. In questo caso, come già in precedenza, il telaio è a traliccio perimetrale in tubi al cromo-molibdeno con motore usato come parte stressata, leggero (16 kg includendo il forcellone) e rigido. Tale telaio, insieme al largo impiego di parti in avional, permetteva di risparmiare oltre 40 kg rispetto alla Z 1000 di serie. La carrozzeria era realizzata in vetroresina; i cerchi, di costruzione Campagnolo, erano a razze in magnesio. La sospensione posteriore consisteva in un forcellone in tubi con monoammortizzatore Corte & Cosso regolabile.

## Versioni
La moto era rivolta ai possessori di Kawasaki che fossero insoddisfatti delle prestazioni ciclistiche della loro moto, notoriamente carente sotto questo aspetto, e che fossero disposti a spendere una cifra dell'ordine del prezzo della loro due ruote per trasformarla in un veicolo estremamente più leggero e maneggevole e dalle caratteristiche nettamente superiori.
La KB1 entrò in commercio nel 1978 ad un prezzo su strada di 7.500.000 lire, quando la Z 1000 di serie costava 3.578.000 lire. La maggior parte delle moto furono però vendute in kit (ne esistevano due: uno "base", proposto a 3.192.000 lire IVA inclusa, e il "Kit A", con componenti più pregiate, che costava IVA inclusa 3.648.000 lire), quindi la componentistica, i freni e la forcella variavano spesso da esemplare a esemplare. A scelta dell'acquirente la moto poteva essere equipaggiata con il motore della Z1 900 o con quello della Z 1000. Due le colorazioni disponibili: una rossa con filetti bianchi e una rossa con ampie porzioni di carena, serbatoio e codone bianche.
Nel 1980 la KB1 fu rinnovata: nuove le grafiche, irrobustita la carenatura (modificata nella zona dei semimanubri), incrementato il raggio di sterzo e introdotto un bloccasterzo. È disponibile anche in versione biposto (con sella lunga e pedane per il passeggero).
Il 1981 vide ulteriori cambiamenti della moto: i cerchi in lega hanno un disegno nuovo (a 5 razze dritte anziché "a stella") e la carena è ridisegnata nella zona del fanale e del cupolino; inoltre essa è in due pezzi. Non è più disponibile la versione biposto, poco gradita dalla clientela Bimota.

### Produzione
La KB1 uscì di produzione nel 1982 dopo 827 esemplari prodotti, che ne fecero la Bimota più prodotta sino ad allora: la versione più prodotta è quella del 1980-81 (circa 600 esemplari), seguono quella del 1981-82 (circa 180 esemplari) e quella del 1978-79 (circa 50 esemplari).
Altre fonti riportano le seguenti cifre parziali.
|         | Modello |         |
| Serie   | Base    | Kit "A" |
| prima   | 91      | 44      |
| seconda | 208     | 362     |
| terza   | 20      | 102     |
| Totale  | 319     | 508     |